# 6961 Ashitaka
6961 Ashitaka è un asteroide della fascia principale. Scoperto nel 1989, presenta un'orbita caratterizzata da un semiasse maggiore pari a 2,3184476 UA e da un'eccentricità di 0,1923384, inclinata di 4,75545° rispetto all'eclittica.